# 28/32 cm Nebelwerfer 41
Il 28/32 cm Nebelwerfer 41 o 28/32 cm NbW 41 era un lanciarazzi multiplo tedesco usato dalla Wehrmacht durante la seconda guerra mondiale. Era un lanciarazzi destinato all'uso di munizioni a caricamento chimico e fumogeni da parte delle Nebeltruppen, la specialità tedesca per la guerra chimica.

## Storia
Il sistema fu prodotto in 345 esemplari, che prestarono servizio dal 1941 al 1945 in tutti i teatri eccetto la Norvegia ed i Balcani. I pezzi erano organizzati in batterie di 6 lanciatori, con tre batterie per battaglione. Questi battaglioni erano concentrati in Werfer-Regiments e Werfer-Brigades indipendenti. Queste unità entrarono in azione nella campagna di Francia nel 1940 e furono usati sul fronte orientale, in Italia, in Francia e Germania nel 1942-1945. I razzi nei loro canestri potevano essere usati anche da altre unità, dai Panzergrenadier ai genieri ai Stellungs-Werfer-Regimenter ("reggimenti lanciatori da posizione").

## Tecnica

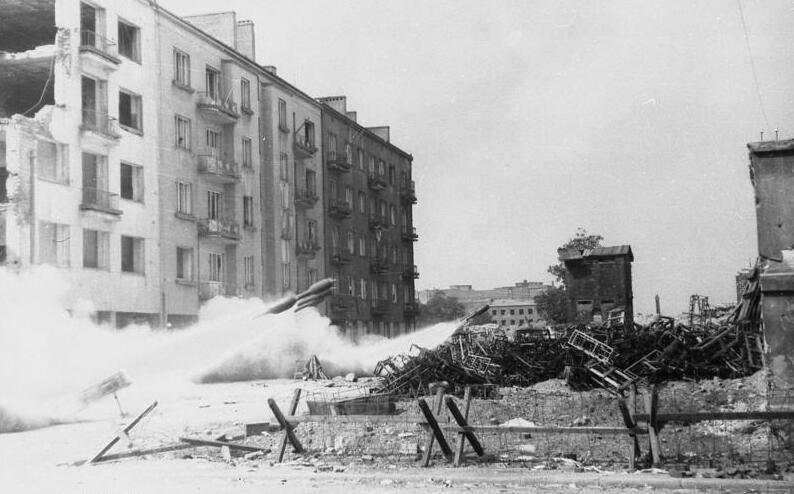
Il lancio dei razzi: notare le cataste di contenitori vuoti

Il lanciatore del NbW 41 era un complesso di lancio multiplo a 6 canestri, disposti su due file da tre. Ogni razzo era inserito in un canestro di guide metalliche. Il complesso di lancio era incavalcato su un affusto trainato a due ruote, munito di due martinetti ed un vomero sotto l'anello di traino per stabilizzare il pezzo in batteria. Il complesso di lancio utilizzava due differenti tipi di razzo; i canestri erano dimensionati per ospitare il razzo da 320 mm, ma potevano montare delle guide metalliche interne in modo da adattarsi ai razzi da 280 mm.
Il razzo esplosivo 28 cm Wurfkörper Spreng pesava 82 kg ed aveva una testata di guerra da 45 kg di alto esplosivo. Quello incendiario 32 cm Wurfkörper Flamm era normalmente caricato con 50 l (45 kg) di olio incendiario (Flammöl), ma poteva trasportare anche agenti chimici o fluidi decontaminanti. L'olio incendiario si disperdeva su una superficie di 200 m². Entrambi i razzi erano girostabilizzati e innescati elettricamente. La voluminosa scia di scarico conteneva detriti e polvere, cosicché i serventi dovevano mettersi al riparo prima del lancio. Inoltre, per evitare il fuoco di controbatteria facilitato dalla stessa scia, i pezzi dovevano essere rapidamente spostati dopo il fuoco. I 6 razzi venivano lanciati uno alla volta a cadenza modulabile e non c'era la possibilità di tiro singolo.
A partire dal 1943 molti lanciatori vennero convertiti per usare la nuova munizione 30 cm Wurfkörper 42 del 30 cm Nebelwerfer 42.

## Schweres Wurfgerät 40/41

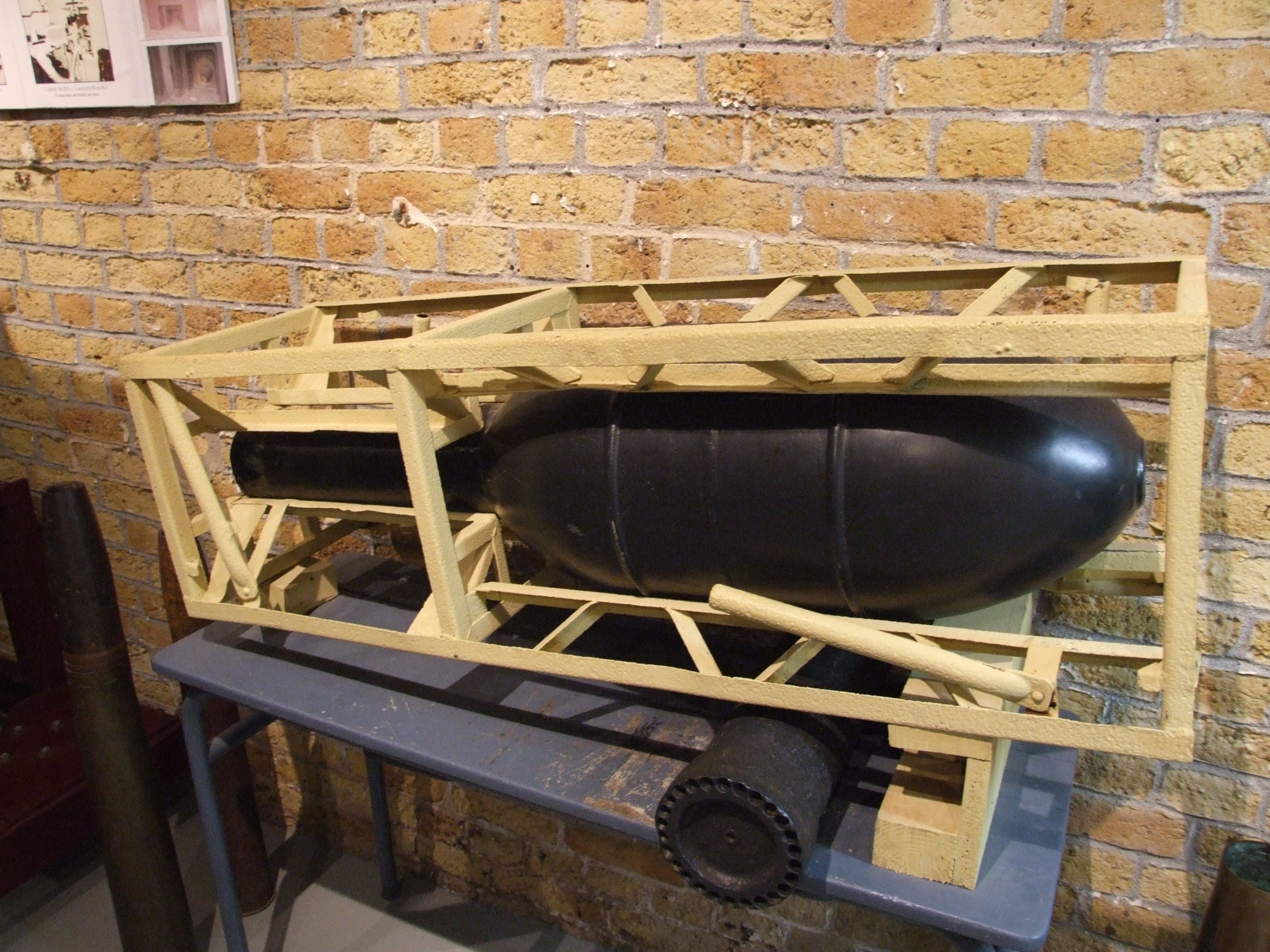
Uno schweres Wurfgerät 41 esposto al Mémorial du Souvenir, Dunkerque

I razzi da 28 e da 32 cm potevano essere lanciati anche direttamente dai loro contenitori di trasporto (Packkiste), che erano muniti di corte gambe incernierate in modo da aggiustare l'elevazione. Essi potevano essere montati in gruppi di quattro in lanciatori in legno (schwere Wurfgerät 40 o sWG 40) o in metallo (schwere Wurfgerät 41 o sWG 41). Le dimensioni esterne dei contenitori dei due tipi di razzo erano identiche, cosicché non erano necessari adattatori.
I Packkiste potevano armare inoltre i lanciatori schwere Wurfrahmen 40 (sWuR 40) su semicingolato Sd.Kfz. 251/1 o Renault UE, soprannominato Stuka-zu-Fuß, "Stuka a piedi".